# Vuk av Bosnien
Vuk av Bosnien, död 1378, var Bosniens regent från 1366 till 1376.